# هربرت اسمیت (بازیکن فوتبال)
هربرت اسمیت (به انگلیسی: Herbert Smith) زادهٔ ۲۲ نوامبر ۱۸۷۷ بازیکن فوتبال اهل انگلستان که سابقهٔ بازی در تیم ملی فوتبال انگلستان را در کارنامهٔ خود دارد. وی در تاریخ ۲۷ مارس ۱۹۰۵ نخستین بازی ملی خود را در مقابل تیم ملی فوتبال ولز انجام داد و با حضور در ۴ بازی ملی، در تاریخ ۱۹ مارس ۱۹۰۶ واپسین بازی ملی‌اش را در برابر تیم ملی فوتبال ولز برگزار کرد.